# Bíletín
Bíletín (dříve německy Büleding či Bühlöding, na silničním dopravním značení i místních úředních dokumentech Biletín) je malá vesnice, část města Tachov ve stejnojmenném okrese v Plzeňském kraji. Nachází se asi čtyři kilometry severovýchodně od jádra Tachova a jeden kilometr jihozápadně od Lomu u Tachova. Bíletín leží v katastrálním území Tachov o výměře 21,18 km².
Bíletínem prochází zpevněná jednopruhová místní komunikace Tachov – Vilémov – Bíletín – Lom u Tachova, po níž je značena cyklotrasa č. 2138. Severozápadně v sousedství Bíletína prochází železniční trať 184, nejbližší zastávkou je zastávka Lom u Tachova, která je od Bíletína vzdálena asi 800 metrů severovýchodně. Název „Tachov-Bíletín“ však nese zastávka, která je po cestě vzdálena asi 1,8 kilometru jihozápadně a nachází se asi 400 metrů západně od Vilémova. Veřejná autobusová doprava do Bíletína ani Lomu u Tachova nejezdí.
V jádru vsi se nachází síňová kaple Nanebevstoupení Páně. Severovýchodně kolem vsi protéká krátký potok, na mapách nepojmenovaný, kolem nějž se táhne nevelký lesnatý pás a na němž se mezi Bíletínem a Lomem u Tachova nachází Bíletínský rybník. Asi 600 metrů jihovýchodně od vsi protéká řeka Mže.

## Historie
První písemná zmínka o vesnici pochází z roku 1774. Od zavedení obecního zřízení byla vždy osadou Tachova.

## Obyvatelstvo
| Rok            | 1869 | 1880 | 1890 | 1900 | 1910 | 1921 | 1930 | 1950 | 1961 | 1970 | 1980 | 1991 | 2001 | 2011 | 2021 |
| -------------- | ---- | ---- | ---- | ---- | ---- | ---- | ---- | ---- | ---- | ---- | ---- | ---- | ---- | ---- | ---- |
| Počet obyvatel | 103  | 110  | 98   | 87   | 100  | 103  | 90   | 78   | 74   | 81   | 45   | 20   | 23   | 30   | 19   |
| Počet domů     | 18   | 18   | 19   | 19   | 18   | 19   | 18   | 18   | 18   | 20   | 16   | 12   | 12   | 12   | 12   |

## Galerie

Bíletín
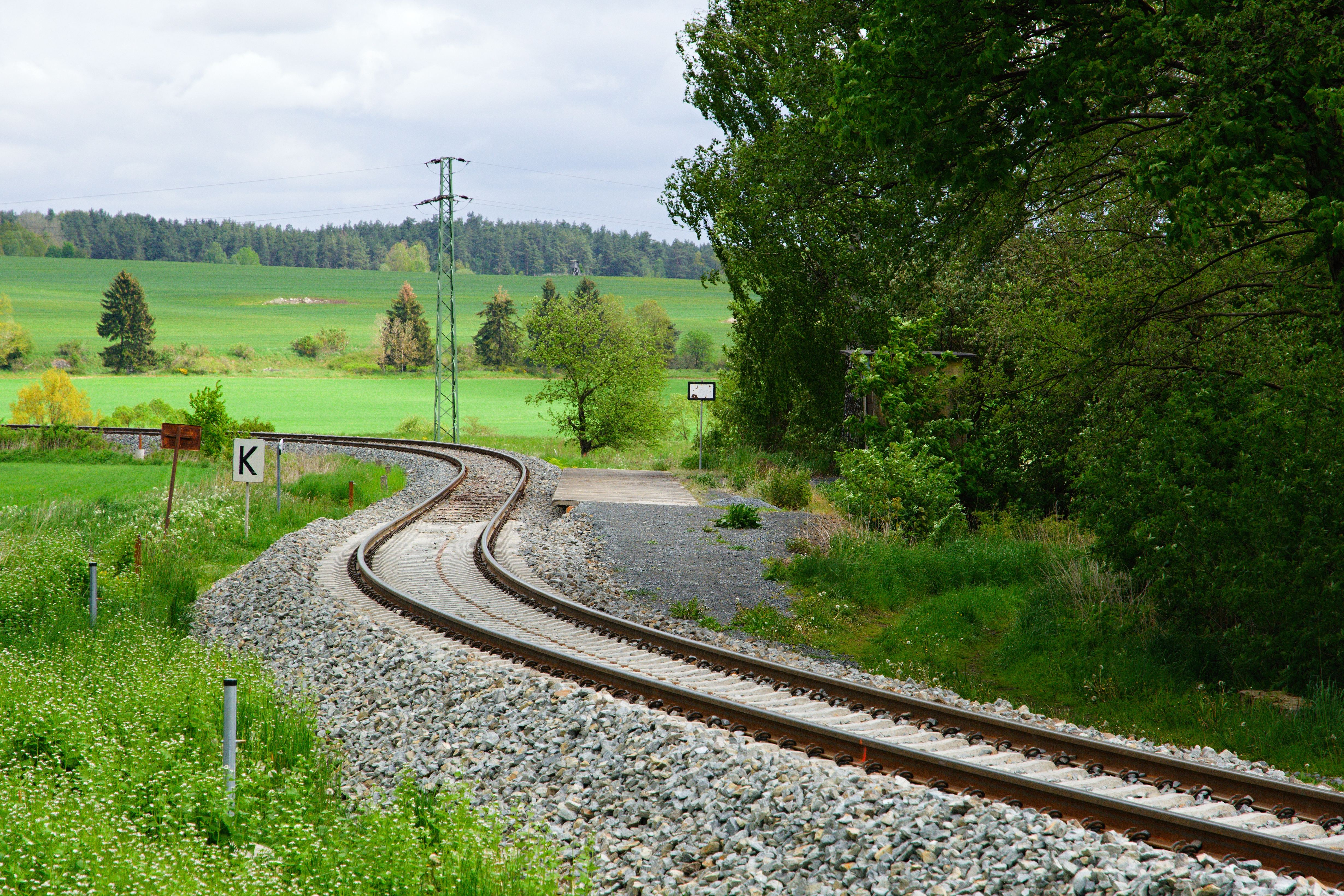
Zastávka
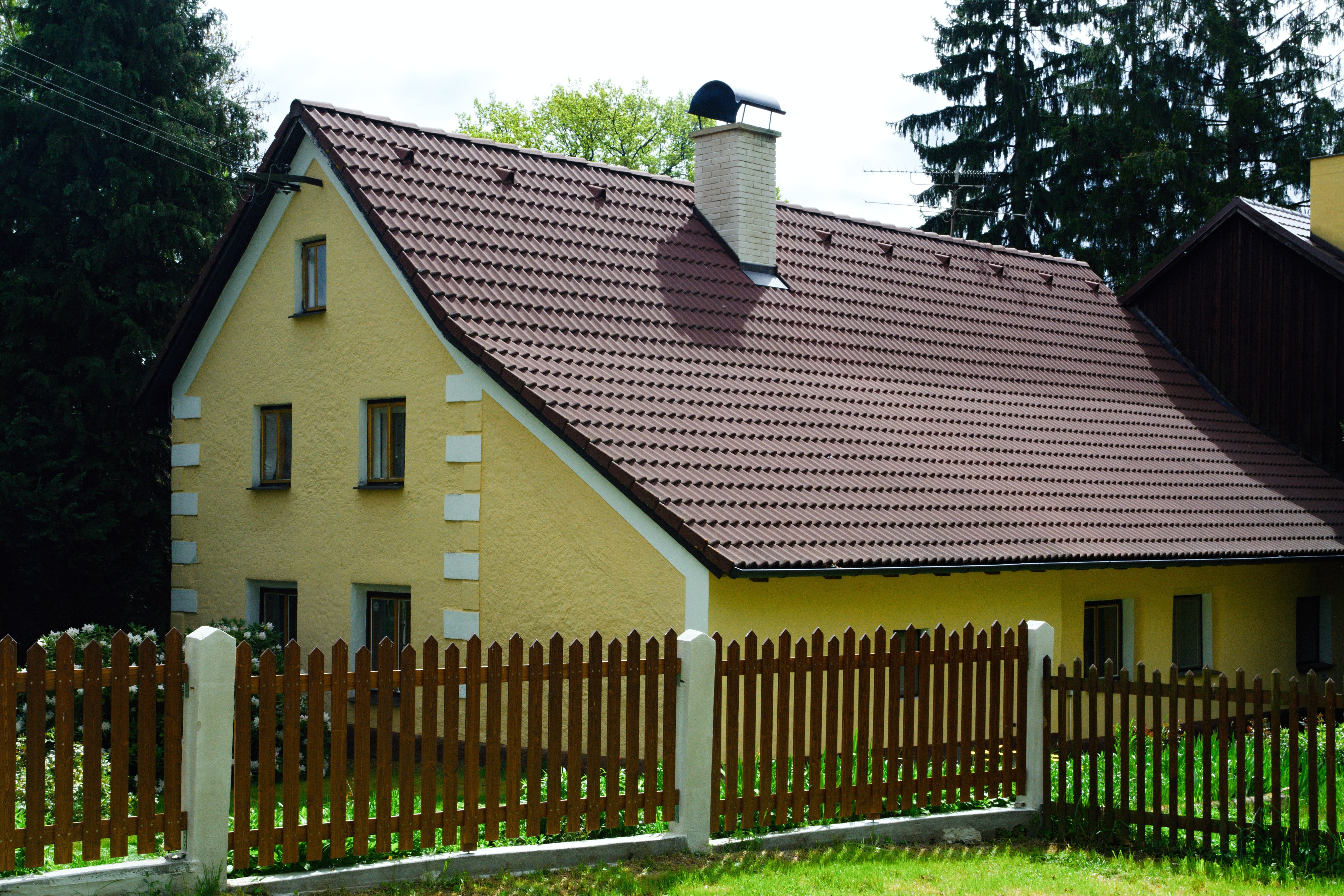
Stavení
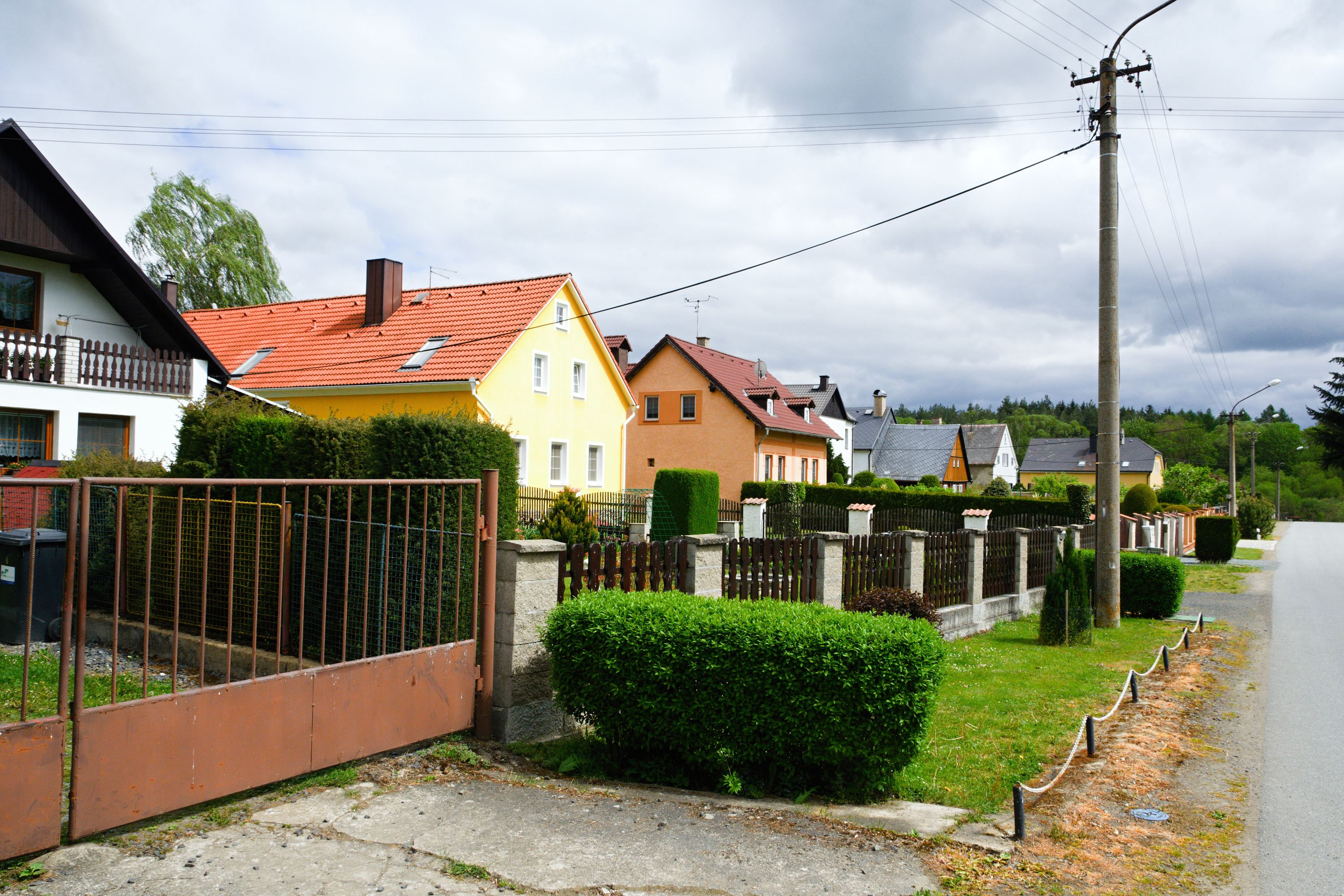
Ulice